# 1,2,4-トリクロロベンゼン
1,2,4-トリクロロベンゼン（英: 1,2,4-Trichlorobenzene）は、ベンゼンの水素のうち3つを塩素に置き換えた誘導体であるトリクロロベンゼンの異性体の一つ。無色の液体で、様々な有機合成化学の原料や溶媒として使用される。

## 用途
硫黄などの添加剤や条件に応じ、ベンゼンの塩素化を出発点として様々な最終製品の原料となる。ベンゼンヘキサクロリドの脱塩化水素化が最終製品の出発点と捉えることもできる。
この化合物の溶媒としての利用は、染料や農薬の前駆体となる。

## 安全性
日本の消防法では危険物第4類・第3石油類（非水溶性液体）に分類される。長期曝露により皮膚の脱脂や肝臓への影響を及ぼす。水生生物に対しては強い毒性を持つ。